# Rock instrumental
El rock instrumental es un subgénero de rock and roll que hace hincapié en los instrumentos musicales, y que cuenta con ninguna o muy poca voz en los temas. También se considera música de fondo, aunque otros instrumentos son casi siempre traídos al primer plano de la mezcla en lugar de la voz. Ejemplos de rock instrumental se pueden encontrar en prácticamente todos los subgéneros del rock. Entre los músicos y bandas de rock que se especializan en este estilo se destacan Carlos Santana, Austin TV, Buckethead, Joe Satriani, Steve Vai, Link Wray, Eric Johnson, Chuck Berry, Surfaris, Brian Jones, Dick Dale, The Ventures, The Shadows, Jeff Beck, The Beatles,  Paul Gilbert, Kansas, Booker and the MGs,  The Champs, Guthrie Govan, entre otros.
La formación básica del rock instrumental se compone de una o dos guitarras, bajo y batería. Algunas bandas también utilizan sintetizadores y otros instrumentos no tan comunes en el rock como violines, cellos, arpas, xilófonos, etc.

## Historia
Tuvo su gran apogeo durante la primera década de existencia del rock and roll (mediados de 1950 hasta la mitad de 1960), antes de la invasión británica.
De los primeros temas instrumentales se destacaron el llamado "Honky Tonk" de  Bill Doggett Combo, que tenía un ritmo suave, tocada con saxofón, guiado por un órgano. Y el intérprete de blues Jimmy Reed con "Boogie in the Dark" y "Roll and Rhumba".
El saxofonista de jazz Earl Bostic revivió su carrera con temas instrumentales como "Harlem Nocturne" y "Rhumboogie Earl's Court". Otros músicos de jazz también obtuvieron grandes éxitos con temas instrumental como: Tab Smith y Arnett Cobb.
Hubo varias  canciones notables de blues instrumental durante la década de 1950, Little Walter con su tema "Juke" la cual fue un gran éxito.
Varias canciones instrumental de éxito de diferentes bandas, hacían hincapié en el órgano electrónico (The Tornados - "Telstar", Dave "Baby" Cortez - "The Happy Organ") o el saxofón (The Champs - "Tequila"). Pero en la guitarra el más prominente fue Duane Eddy que obtuvo varios éxitos, como su obra más conocida "Rebeld 'Rouser'". Eddy fue el primer artista de rock & roll en poder lanzar un álbum en estéreo.
The Fire Balls, con el distintivo trabajo de George Tomsco en la guitarra , comenzó su carrera en los últimos años de la época de los cincuenta, con éxitos instrumentales como "Torquay" y "Bulldog". La banda fue pionera en el uso de la guitarra, bajo y batería dentro de los temas instrumentales, allanando el camino para otros grupos The Ventures, The Shadows, y la escena de la música surf. Fueron una de las pocas bandas instrumentales, que con éxito cambiaron su estilo a temas vocales, realizando su mayor éxito en 1963 llamado "Sugar Shack".

## Otras bandas y diferentes estilos
The Shadows provenientes del Reino Unido, empezaron utilizando guitarras estadounidenses Fender Stratocaster con amplificadores británicos, con la guitarra líder usando el reverb como principal recurso. Este grupo con Cliff Richard dominó las listas de popularidad de Reino Unido desde 1959-1963 hasta que llegó la Beatle-manía.
The Ventures con un preciso trabajo de guitarra fue una gran influencia más tarde en muchos guitarristas de rock , sino que también ayudó a la formación de la música surf, que en esta etapa consistieron casi exclusivamente en temas instrumentales de guitarra con mucha reverberación.
La música surf fue muy popular en la década de 1960, y sus sonido fue en general bastante simple y  con una melodía monótona a excepción de Dick Dale, que saltó a la fama por su forma rápida de tocar, a menudo influenciado por la música del Oriente Medio y con frecuencia utilizando escalas exóticas.

## Años 1970
La música funk y disco produjo varios éxitos instrumentales durante la década de 1970. 

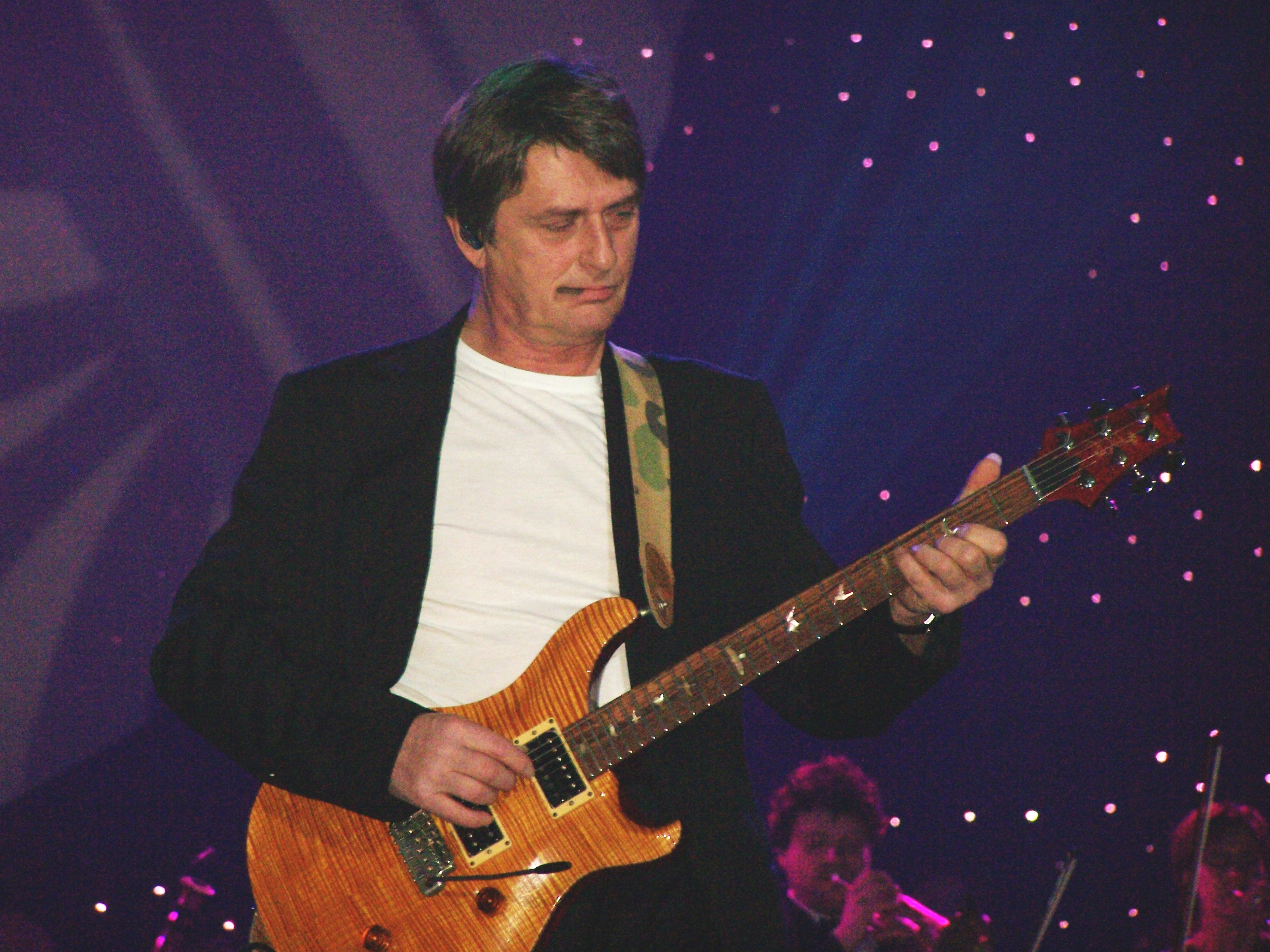
Mike Oldfield creó uno de los álbumes instrumentales más vendidos de la historia.

The Allman Brothers Band  no se considera totalmente una banda de rock instrumental, pero tienen muchos temas instrumentales y hacen versiones largas de sus canciones. Un buen ejemplo es la versión de 22-minutos de Whipping Post en el LP At Fillmore East. Sus instrumentales, "In Memory of Elizabeth Reed" y "Jessica" son muy populares. 
El guitarrista Jeff Beck también grabó dos discos totalmente instrumentales en los años 1970 llamados "Blow by Blow" y "Wired".
King Crimson ganó una audiencia masiva a finales de los años 1960 y 1970 con sus producciones de rock instrumental explosivos que fusionó con los estilos de Jazz, la Música clásica y el Heavy metal. Tubular Bells de Mike Oldfield, un álbum de rock progresivo, que es totalmente instrumental (salvo algunas partes habladas) fue lanzado en 1973 y es uno de los álbumes instrumentales más vendidos de todos los  tiempos con 16 millones de copias vendidas.

## Años 1980
Durante la década de los 80, el género del rock instrumental fue dominado por varios solistas de guitarra.
El virtuoso sueco Yngwie Malmsteen se hizo un nombre por sí mismo en 1984 tocando en la popular banda Alcatrazz, y luego lanzó su álbum debut como solista llamado Rising Force a  finales de ese año, que llegó hasta la posición # 60 en el Billboard 200. En 1987 el álbum Surfing With The Alien de Joe Satriani fue un sorprendente éxito, que contiene la popular balada instrumental "Always With Me, Always With You", y el blues distorsionado "Satch Boogie". Dos años después llegó el siguiente álbum instrumental de Satriani nombrado Flying in a Blue Dream.
Después de que Malmsteen dejó Alcatrazz, fue reemplazado por el extravagante guitarrista Steve Vai, quien previamente había estado tocando con la banda de Frank Zappa. Continuando con la línea (y tras un breve paso en la banda de David Lee Roth de 1986 a 1988), Vai lanzó un buen número de discos como solista.
Jason Becker también fue considerado por muchos como un gran intérprete de la guitarra, que lanzó dos álbumes con la banda Cacophony. Fue un grupo básicamente instrumental con Becker y Marty Friedman como integrantes. Después del lanzamiento del segundo álbum de Cacophony Go Off! en 1988, Becker lanzó dos álbumes en solitario antes de ser diagnosticado con ELA. Actualmente está confinado a una silla de ruedas y es completamente incapaz de realizar movimientos.

## Años 1990

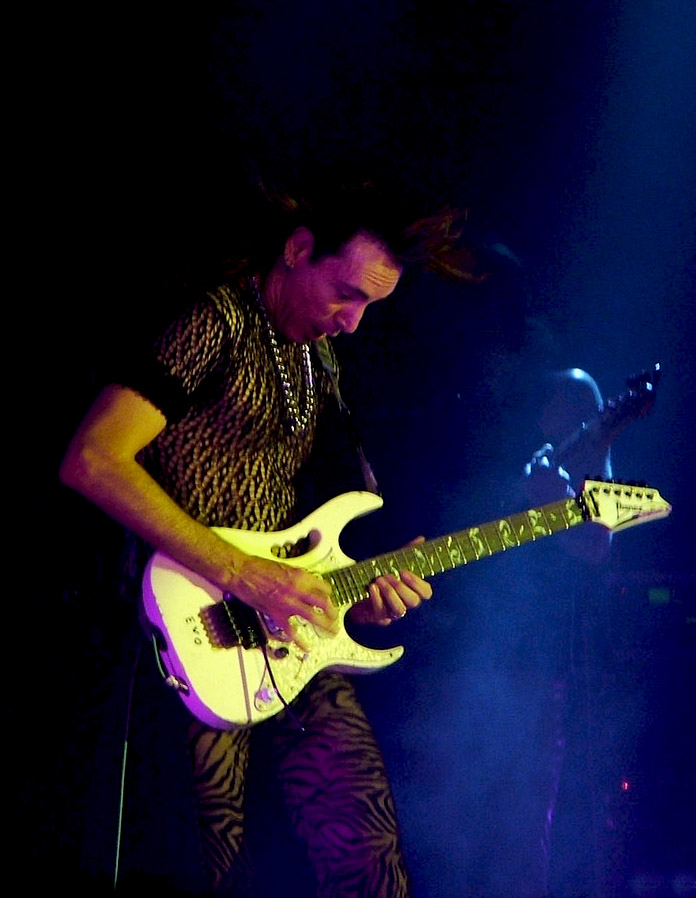
Steve Vai salto a la fama por su fascinante álbum instrumental Passion and Warfare.

En 1990, Steve Vai lanzó su álbum  Passion and Warfare, el cual es una fusión de rock, jazz, clásica y tonalidades orientales. Este álbum fue un punto y aparte a través de las técnicas empleadas en cuanto a lo que podría lograrse en el campo de la composición de la guitarra y el rendimiento técnico. Este fue seguido por el álbum de 1995 llamado Alien Love Secrets, el cual es considerado por sus fanes el más complejo y épico de Vai hasta la fecha, su otro álbum Fire Garden fue lanzado un año después.
En 1995, Michael Angelo Batio de la famosa banda de glam metal Nitro lanzó su CD, No Boundaries, con el cual comenzó su carrera en solitario. Sus álbumes, son mayormente predominantes en el rock instrumental, aunque a veces cuentan con la voz de Batio o alguno de sus vocalistas. Hasta el momento Batio ha publicado ocho discos en solitario.
En 1996, el batería y guitarra de Dream Theater, Mike Portnoy y John Petrucci (El verdadero candidato para guitarra sería Dimebag Darrell, pero la discográfica Magna Carta quería una banda compuesta por integrantes de rock Progresivo), el tecladista Jordan Rudess (Dixie Dregs) y el Bajista Tony Levin (Peter Gabriel, King Crimson) formarían Liquid Tension Experiment, una banda instrumental de rock Progresivo. Liquid Tension Experiment lanzó dos álbumes, Liquid Tension Experiment (1998) y Liquid Tension Experiment 2 (1999) a través de Magna Carta. 'También hicieron algunos espectáculos en directo en New York, Filadelfia  y Los Ángeles.
En el año 2007 se edita un nuevo disco bajo el nombre de "Liquid Trio Experiment", conformado por antiguas grabaciones que Mike Portnoy tenía guardadas. Todas las melodías son sesiones de improvisación realizadas durante la grabación de "Liquid Tension Experiment 2" en la ausencia de Petrucci que estaba pendiente del nacimiento de su hija. 
Durante 2008 se edita un disco en vivo de Liquid Trio Experiment llamado When the Keyboard Breaks, grabado durante un show en Chicago, EE. UU., en el cual, el teclado de Jordan Rudess sufre una grave falla. Los músicos restantes se prestan a iniciar una larga sesión de Jams de aproximadamente una hora mientras Rudess junto a sus técnicos tratan de reparar su instrumento.  
El directo Quentin Tarantino, tuvo gran éxito con la película Pulp Fiction ya que hizo un gran uso de instrumentales de rock en su banda sonora, al estimular el interés en algunos temas instrumentales clásicos, y la revitalización de la carrera de Dick Dale.

## Años recientes
En los últimos años han sido lanzados nuevos álbumes de rock instrumental. La mayoría de los populares guitarrista de la década de 1980 han vuelto a relucir, gracias en gran medida para poder revitalizar el sonido que manifestaron en sus últimos lanzamientos. Artistas como: Steve Morse, Marty Friedman, Paul Gilbert, Ron Jarzombek, Joe Satriani y Yngwie Malmsteen han seguido lanzando álbumes de rock instrumental y realizando giras con gran éxito. Sin embargo, todavía es muy raro escuchar una canción de rock instrumental en la radio, o ver una en las listas populares de música. 
La década de 2000 dio paso a un nuevo estilo de artistas. John 5, lanzó un álbum instrumental en solitario después de salir del grupo de Marilyn Manson en 2003. Su álbum Vértigo compuesto de una fusión de metal, rock, rock and roll, blues y demás estilos musicales es una clara muestra de sus versatilidad en los temas instrumentales. El álbum fue un éxito, y después lanzaría otro llamado, "Songs For Sanity", que cuenta con las colaboraciones de Steve Vai y Albert Lee, siendo esté -uno de los discos más vendidos en el sello Shrapnel-. A este le siguieron en 2007 otro álbum llamado "The Devil Knows My Name", donde participan Joe Satriani, Jim Root y Eric Johnson.

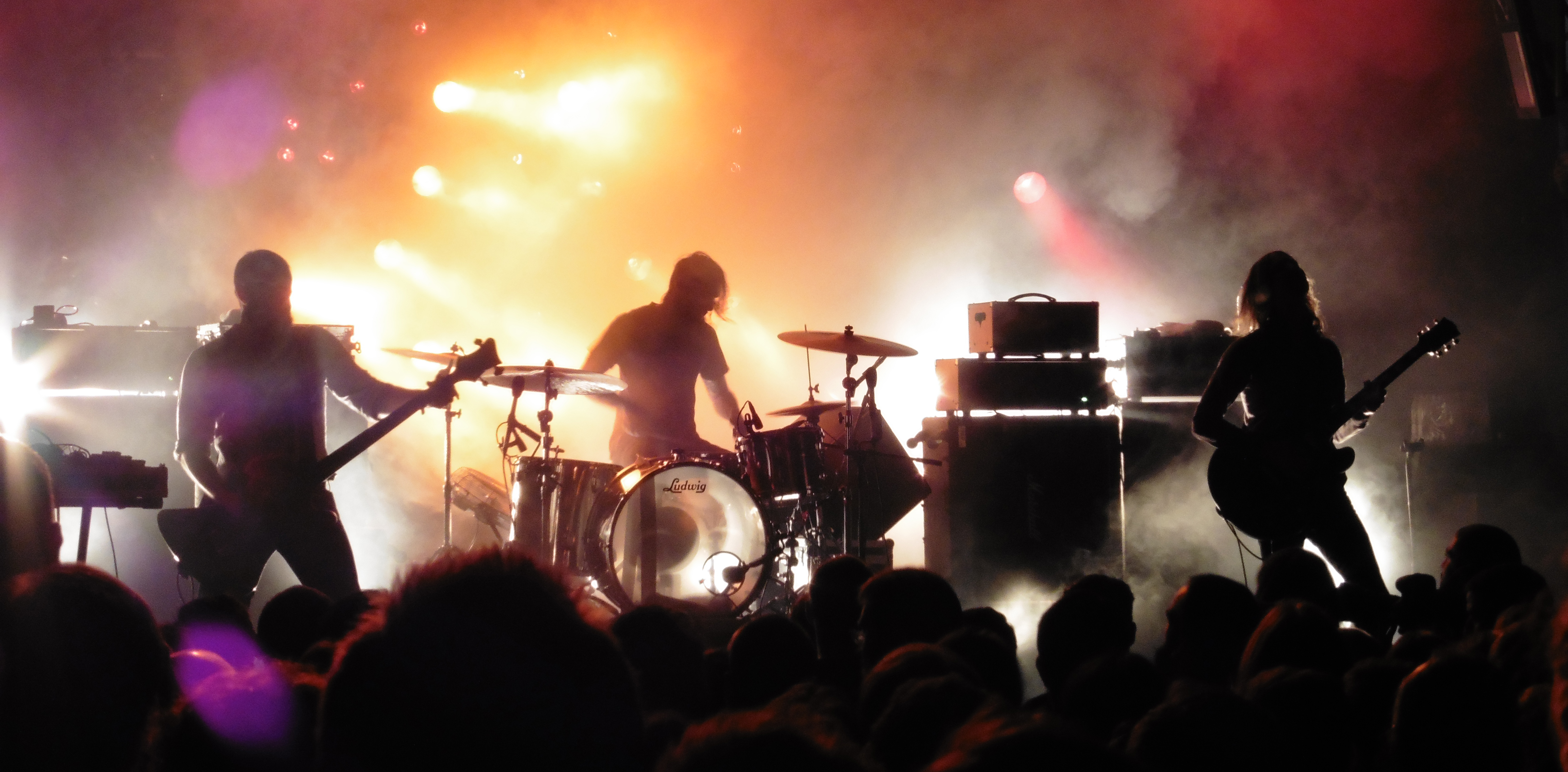
Russian Circles en concierto en Madrid 2015

En los últimos años se ha visto un aumento en la popularidad de las bandas que han sido etiquetados como post-rock, muchos de estos grupos han creado canciones de rock instrumental. Constellation Records ha publicado algunos de los ejemplos más conocidos de instrumental post-rock, como: Godspeed You! Black Emperor y Do Make Say Think. Mogwai, God Is An Astronaut, Russian Circles y Explosions in the Sky son otros ejemplos de post-rock instrumental .

## Bandas de rock instrumental
| - The 440 Alliance - 65daysofstatic - The Album Leaf - Davie Allan & the Arrows - Apocalyptica - Austin TV - Bambi Molesters - The Bel-Airs - Billy Mahonie - The Black Mages - Blotted Science - Bozzio Levin Stevens - Break of Reality | - The Challengers - The Champs - The Chantays - Dirty Three - Djam Karet - Do Make Say Think - Don Caballero - Dysrhythmia - Explosions in the Sky - Finch Finch - Jon Finn Group - The Fireballs | - Friends of Dean Martínez - The Fucking Champs - Ghosts & Vodka - God is an Astronaut - Godspeed You! Black Emperor - Gone - Gordian Knot - Guillermo Castro - Grails - Hella - Ilium - Jakob - Karma To Burn | - Kåre and The Cavemen - La Mar - Laika & the Cosmonauts - Les Fradkin & Get Wet - Liquid Tension Experiment - The Lively Ones - Mainhorse - Malkuth (MX) - Maserati - MegaDriver - The Mercury Program | - The Mermen - The Minibosses - Mogwai - Mono - Niacin - The Octopus Project - Ozric Tentacles - Pelican - Planet X - Powerglove - Ratatat - Red Sparowes - The Mahavishnu Orchestra | - The Roots of Orchis - Rovo - Russian Circles - Santo & Johnny - Satellites LV - Scale the Summit - The Shadows - Los Belking's - Shadowy Men on a Shadowy Planet - The Six Parts Seven - Los Straitjackets - SubArachnoid Space - The Surf Coasters - The Surfaris | - This Will Destroy You - Tortoise - Toundra - Tribal Tech - Tristeza - Unwed Sailor - The Ventures - We Be the Echo - Weather Report - Yawning Man - The Black Valiants - perversity of dead |

## Destacados del rock instrumental
| - Duane Eddy - Link Wray - The Shadows - The Ram-Rods - The Ventures - Los Straitjackets - Dick Dale | - Pentangle - Apocalyptica - Pink Floyd - The Beatles - Jimi Hendrix - Camel | - Focus - Jethro Tull - Porcupine Tree - Gentle Giant - Mogwai | - My Bloody Valentine - John Petrucci - Timo Tolkki - Joe Satriani - Steve Vai | - Eric Johnson - Paul Gilbert - perversity of dead |

## Metal instrumental
Sonido de Metal instrumental
- Datos: Q1650296